# Epiphyllum hookeri
Epiphyllum hookeri (Link & Otto) Haw. o también conocido como dama de noche es una especie de planta fanerógama de la familia Cactaceae.

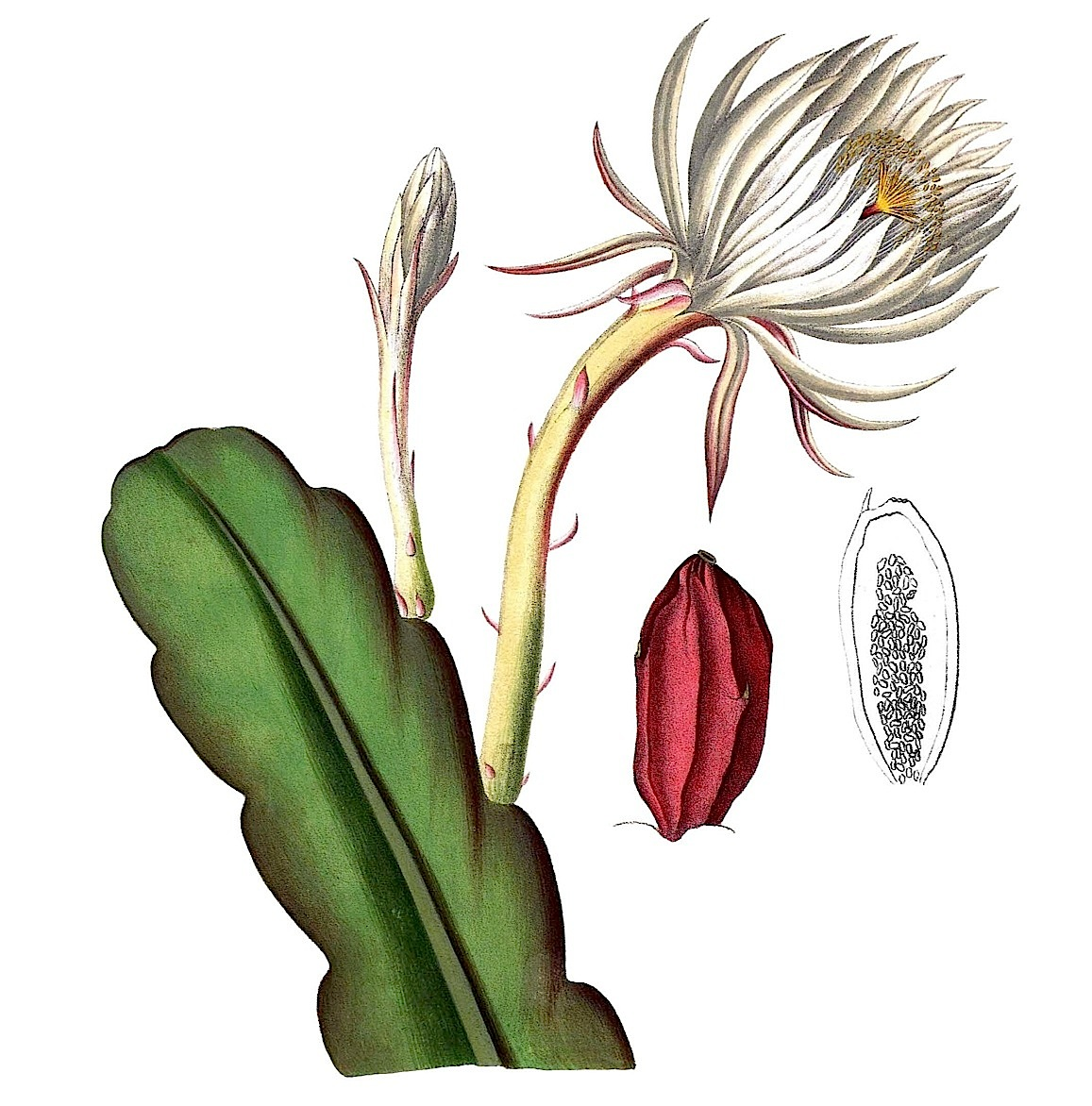
Ilustración

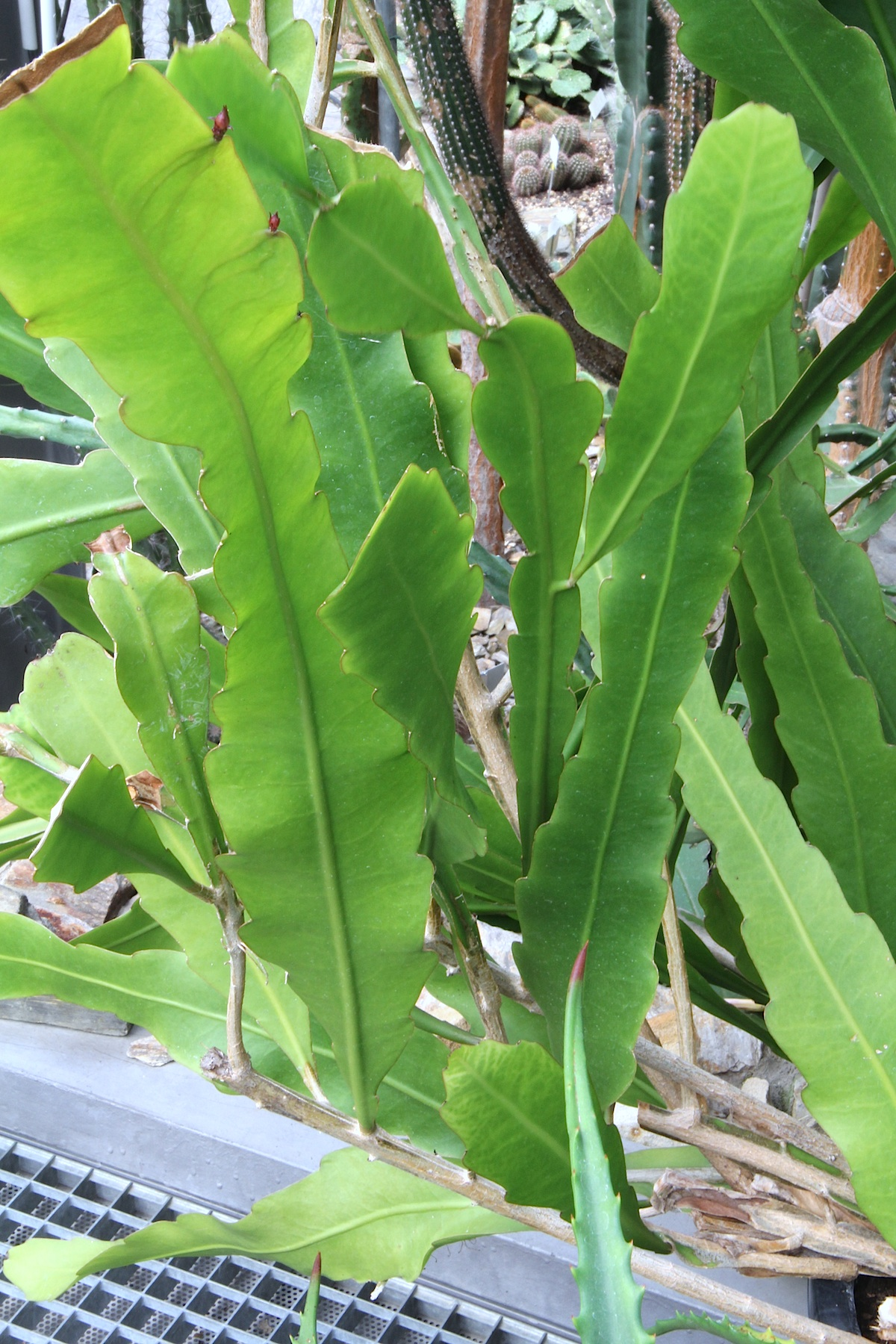
Vista de la planta

## Distribución
Es endémica de Costa Rica, El Salvador, Guatemala, Honduras, Nicaragua, Cuba, Venezuela y México.  Es una especie común que se ha extendido por todo el mundo.

## Descripción
Epiphyllum hookeri es un arbusto que crece erecto, inclinado o con brotes colgantes. Los brotes son, en la base, fuertemente triangulares y aplanada arriba, de 75 cm (o más) de largo y 9 a 10 de ancho. Las areolas miden hasta 5 cm. Las flores en forma de plato son de color blanco y miden 17 a 23 centímetros de largo y  3 a 3,5 centímetros de diámetro. El tubo de la flor es recto o doblado. Las frutas elipsoides a ovoides, más o menos púrpura, lisas.

## Taxonomía
Epiphyllum hookeri fue descrita por (Link & Otto) Haw. y publicado en Philosophical magazine, or annals of chemistry, ... 6: 108–109. 1829.
Etimología
Epiphyllum: nombre genérico que deriva de las palabras griegas epi = "sobre" y phyllum = "hojas".
hookeri: epíteto otorgado en honor del botánico William Jackson Hooker.
Sinonimia:
- Cereus hookeri
- Phyllocactus hookeri
- Epiphyllum phyllanthus
- Phyllocactus stenopetalus
- Epiphyllum stenopetalum
- Phyllocactus strictus
- Epiphyllum strictum[3][4]